# 萬巒鄉
22°34′22″N 120°34′04″E / 22.572654°N 120.567842°E
萬巒鄉（臺灣客家語南四縣腔：van lanˇ hiongˊ）位於臺灣屏東縣中部近山，為六堆之先鋒堆，境內閩客混居，客家人口比例約四成，也有平埔原住民馬卡道族分佈。特產方面以萬巒豬腳聞名全國，境內的萬金村則是中華民國陸軍機械化步兵第333旅（埔光部隊）的駐地。

## 歷史
古稱「蠻蠻」，也作「萬蠻」，為一平埔原住民族之社，萬巒此地名似乎是由此轉化而來；當地居民多為客家人，而萬巒當地居民讀此地名多作「蠻蠻」。 康熙22年（1683年）6月施琅攻台，於廈門設福建水師提督衙門，嚴禁粵中惠、潮之民，不許渡台。康熙35年（1696年）施琅往生，客家人渡台入墾下淡水溪以東地區，依照六堆誌記載，1698年秋居住於濫濫庄之溫、張、林、鍾等數人，沿河行至萬巒鄉二溝水，見關倉肚附近巨林茂密，卻實乃可拓之地，隨即遷居屋場，為萬巒庄之發端。但是據潘孟鈴研究以井泉、廟宇與丘墳等指標作為探討萬巒開庄地點，認為應始於萬和村李氏宗祠附近。
朱一貴之役時萬巒地區者形成六堆中的先鋒堆，其所屬庄社包含萬巒、高崗、頭溝水、二溝水、鹿寮、三溝水、硫磺崎、溝背、四溝水、五溝水、大林、得勝、成德等十三庄。清朝政府對待客家人違禁私墾界石線東排灣族人土地一事 ，僅以立界管業與報陞納賦予以就地合法 ，並未嚴懲。蠻蠻舊名始見於臺灣采訪冊，記載康熙60年（1721年）朱一貴同粵籍潮州人杜君英起事反清復明，後杜君英戰敗粵籍人士奔逃南路，藏於一庄，名曰蠻蠻。而萬巒之名，則始見於清光緒20年（1894年）的鳳山縣采訪冊，曰港東里之庄社中有萬蠻莊。

## 地理
萬巒鄉居屏東平原中央東部，東為大武山與瑪家鄉、泰武鄉、來義鄉相鄰，西、北隔東港溪與竹田鄉、內埔鄉鄰接，南接潮州鎮、新埤鄉。

### 地質
萬巒鄉土地多屬黏土質，地下水水位高再加上水利發達，適合種稻但不適合深根果樹。

### 水文
境內的主要河川東港溪發源自屏東縣泰武鄉日湯真山稜線，在成德村由兩條支流萬安溪與牛角灣溪匯聚而成。東港溪豐水期集中於每年之5至9月，約佔年逕流量之70%
，10月至翌年4月為枯水期，萬安溪和牛角灣溪在大雨過後約20至30日若不再下雨，則河床乾涸，溪水變化頗巨。

### 氣候
萬巒鄉的氣候屬熱帶季風氣候。

### 人口
根據屏東縣潮州戶政事務所統計，2024年底萬巒鄉戶數約6.8千戶，人口約1.9萬人，鄉內人口最多與最少的村分別是萬金村與硫黃村，2024年底兩村人口分別為2,186人與553人。境內的佳佐村、佳和村屬於閩南人村落，新置村、萬金村屬於使用閩南語系之馬卡道族原住民村落，其他各村皆屬於客家人村落。

## 政治

### 歷任首長
| 屆次 | 姓名     | 黨籍       | 任職期間                       | 備註                   |
| 1    | 林玉良   |            |                                | 首任民選鄉長           |
| 2    | 劉石開   |            |                                |                        |
| 3    | 林禎永   |            |                                |                        |
| 4    | 林禎永   |            |                                |                        |
| 5    | 林阿文二 |            |                                |                        |
| 6    | 林榮麟   |            |                                |                        |
| 7    | 林榮麟   |            |                                |                        |
| 8    | 鍾政雄   | 中國國民黨 |                                |                        |
| 9    | 曾勳任   | 民主進步黨 |                                |                        |
| 10   | 曾士忠   | 無黨籍     |                                |                        |
| 11   | 曾士忠   | 無黨籍     |                                |                        |
| 12   | 林昌德   | 中國國民黨 |                                |                        |
| 13   | 林昌德   | 中國國民黨 |                                |                        |
| 14   | 徐統盛   | 中國國民黨 | 2001年12月20日～2005年12月20日 |                        |
| 15   | 徐統盛   | 中國國民黨 | 2005年12月20日～2009年12月20日 |                        |
| 16   | 林子欽   | 民主進步黨 | 2009年12月20日～2010年11月16日 | 因案解職               |
| 16   | 林碧乾   | 民主進步黨 | 2010年11月17日～2014年12月25日 | 原代理鄉長，後補選勝出 |
| 17   | 林碧乾   | 民主進步黨 | 2014年12月25日～2018年12月24日 |                        |
| 18   | 林國順   | 民主進步黨 | 2018年12月25日～2022年12月24日 |                        |
| 19   | 林國順   | 民主進步黨 | 2022年12月25日～現任           |                        |

### 鄉政組織
萬巒鄉公所是萬巒鄉最高層級的地方行政機關，在中華民國政府架構中為鄉自治的行政機關，同時負責執行縣政府及中央機關委辦事項。萬巒鄉的自治監督機關為屏東縣政府。鄉長由全體鄉民直接選舉產生，任期為四年，可連選連任一次。萬巒鄉公所並置鄉政會議，為鄉政最高決策機構，在鄉長之下，設有5課4室等9個內部單位及5個附屬機關。
萬巒鄉民代表會是萬巒鄉的最高民意機關，代表萬巒鄉全體鄉民立法和監察鄉政。鄉民代表由公民直選選出，任期為四年，可連選連任。萬巒鄉民代表會共有11位鄉民代表，分別為第一選區3席鄉民代表、第二選區2席鄉民代表、第三選區2席鄉民代表、第四選區4席鄉民代表，主席、副主席由11位鄉民代表互選產生。

### 行政區

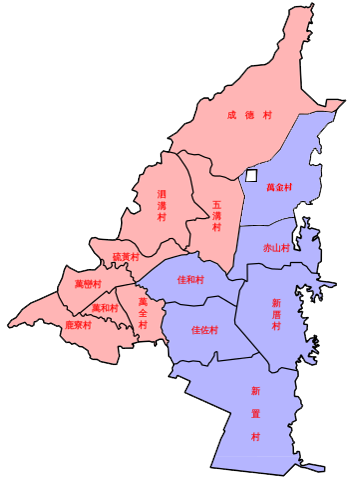
紅底為客家村，藍底為閩南村。萬金村中有一塊泰武鄉泰武村的飛地（吾拉魯茲）。*萬金村屬於 閩南村

現今萬巒鄉行政範圍的確立，來自於1920年，日本將臺灣十二廳改為五州二廳，設萬巒庄屬高雄州潮州郡。萬巒庄轄萬巒、五溝水、佳佐、新厝、赤山、四溝水等6個大字:119。1945年，改為「萬巒鄉」，屬高雄縣潮州區。1950年，調整行政區域，萬巒鄉改隸新成立的屏東縣。
- 五溝村、赤山村、佳和村、硫黃村、新厝村、萬全村
- 成德村、佳佐村、泗溝村、鹿寮村、新置村、萬金村
- 萬和村、萬巒村

## 文化

### 嘗會的形成
嘗會的形成始於康熙末年，因海禁日嚴使得客家人被迫以組織嘗會經營土地墾殖，萬巒境內最早的嘗會，出現於康熙59年創立的「祭祀公業鍾德重公嘗」。

### 五溝水
聚落位於五溝村，包含客家夥房群、水圳及墓葬群等，乃客家傳統聚落，屬六堆地區中先鋒堆部份，其中「三合水」、「水流東」和「天然湧泉」為五溝水之特殊水文景觀。民宅多分布於河流兩岸，格局以合院式夥房為主，建築可分為單槓屋、雙堂屋、不成夥房、三合院夥房、四合院夥房以及圍壠屋夥房等類型。

### 天主教萬金聖母遊行[15]
「無染原罪聖母」為萬金聖母聖殿主保（聖堂的守護者），每年12月8日萬金聖母聖殿慶祝建堂週年及「主保瞻禮」（固定於12月第1週或第2週堂慶前、後的主日）舉行，為禮敬主保聖人獻上感恩的特別慶典。聖母遊行前會聖母像會放在聖堂前供教友瞻仰，當天下午一點半由教友抬轎遊行，遊行隊伍以基督苦像作為前導，伴隨來自各地教友高唱讚美歌聲。

## 公共服務

### 警政治安
- 屏東縣政府警察局內埔分局
  - 萬巒分駐所
  - 佳佐派出所
  - 赤山派出所

### 消防
- 屏東縣政府消防局第二大隊
  - 萬巒分隊

## 軍事
- 萬金營區：陸軍機械化步兵第三三三旅「埔光部隊」駐地。

## 教育

### 國民中學
- 屏東縣立萬巒國民中學

### 國民小學
- 屏東縣萬巒鄉萬巒國民小學
- 屏東縣萬巒鄉赤山國民小學
- 屏東縣萬巒鄉五溝國民小學
- 屏東縣萬巒鄉佳佐國民小學
- 屏東縣萬巒鄉中興國民小學(現為佳佐國小中興分校)

### 圖書館
- 屏東縣萬巒鄉立圖書館(位於萬金村，不在市區)

## 交通

### 公路
縣道
- 縣道185號
  - 縣道185甲線（原屏110線。2014年1月10日併編）
- 縣道187號
  - 縣道187乙線

鄉道
- 屏92線
- 屏98線
- 屏100線
- 屏101線
- 屏102線
- 屏103線
- 屏104線
- 屏105線
- 屏106線
- 屏107線
- 屏108線
- 屏109線
- 屏110線
- 屏111線
- 屏113線

## 旅遊

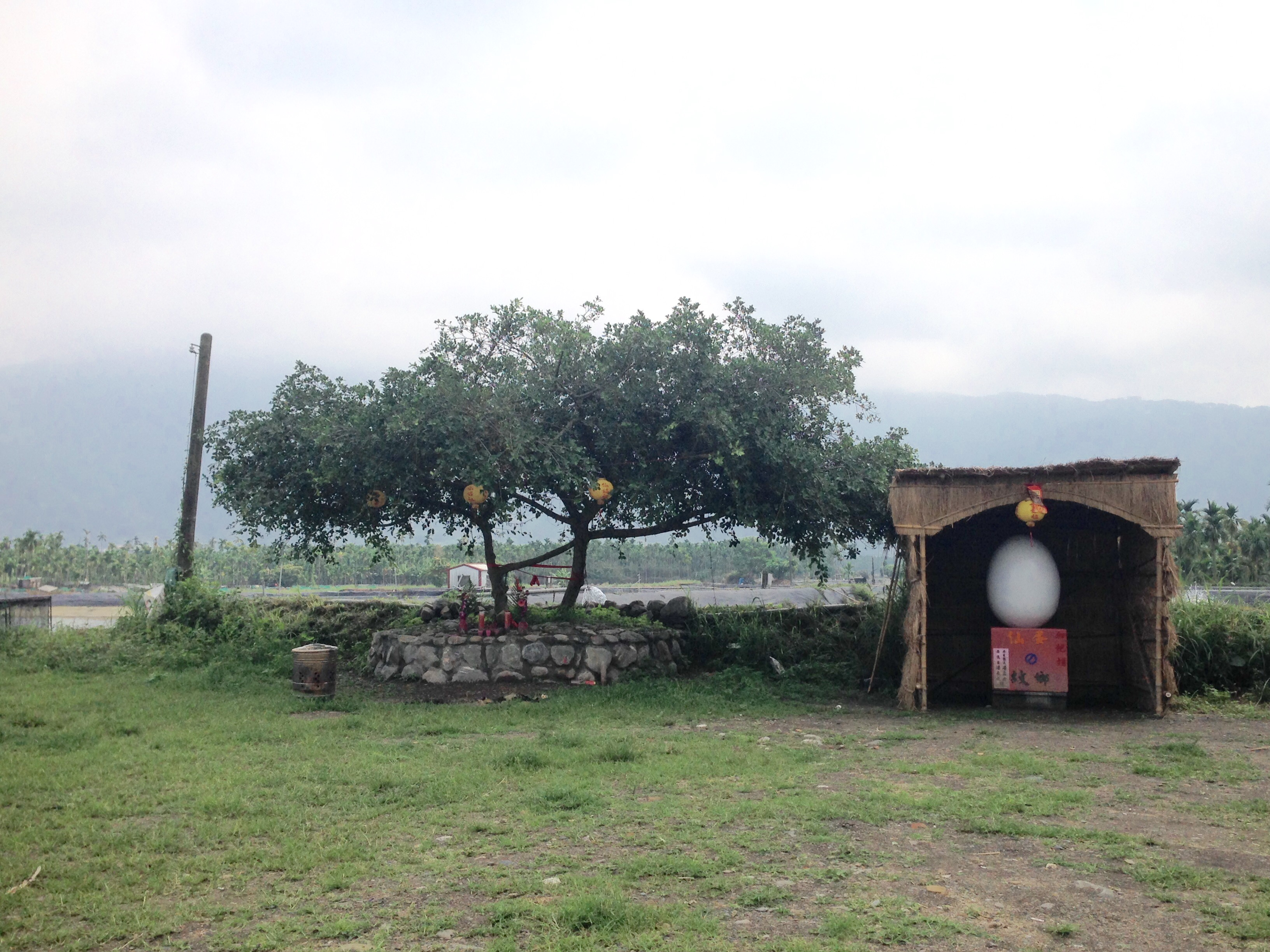
加匏朗的仙蛋與象徵仙姑祖的石頭

萬巒豬腳街

萬巒彩繪吊橋

- 佳佐佳和宮：主祀李府千歲，創建於清乾隆年間（1789年）
- 西方道堂：主祀普庵祖佛，源自台南縣北門嶼蚵寮之「道通明壇」。
- 萬巒宗天宮：主祀天上聖母，香火源自笨港口港口宮。
- 加匏朗仙姑廟：當地馬卡道族的信仰中心。
- 五溝水劉氏宗祠
- 五溝水忠勇祠：五溝水社區的義民廟。
- 萬金聖母聖殿
- 萬巒豬腳街
- 萬巒仙人井：萬巒鄉開庄起源地
- 可茵山
- 萬巒彩繪吊橋

## 特產
- 芒果
- 香蕉
- 荔枝
- 萬巒豬腳
- 芭樂
- 紅龍果
- 蓮霧
- 鳳梨

## 外部連結
- 萬巒鄉公所 （页面存档备份，存于）
- OpenStreetMap上有關萬巒鄉的地理